# اتفاقية ترسيم الحدود البحرية التركية الليبية
اتفاقية ترسيم الحدود التركية الليبية، هي اتفاقية بين الحكومة التركية وحكومة الوفاق الوطني الليبية تم التوقيع عليها في 27 نوفمبر 2019، لترسيم الحدود البحرية بين البلدين في البحر المتوسط.

## الاتفاقية
في 27 نوفمبر 2019، أعلن وزير الداخلية بحكومة الوفاق، فتحي باش أغا، توقيع اتفاقية أمنية بين حكومته والحكومة التركية. وأوضح باش أغا في تصريحات صحفية أن الاتفاقية تتعلق بمكافحة الإرهاب والهجرة غير الشرعية، مضيفاً أن حكومة الوفاق وقعت على الاتفاقية من أجل فرض سيطرتها على الأراضي الليبية. وقال إن الاتفاقية غطت كل الجوانب الأمنية التي تحتاجها حكومة الوفاق.
أما وسائل الإعلام التركية الرسمية فقد أشارت إلى استقبال الرئيس التركي، رجب طيب أردوغان، رئيس المجلس الرئاسي لحكومة الوفاق، فايز السراج. وجرى لقاء أردوغان مع السراج، في قصر دولما بهتشة بمدينة إسطنبول، بعيدا عن عدسات الصحافيين. واستمر الاجتماع ساعتين و15 دقيقة، دون الإفصاح عن فحوى الحديث الذي دار بينهما.
وأوضح بيان صادر عن مكتب الاتصال في الرئاسة التركية، أن حكومتي البلدين وقعتا مذكرتي تفاهم: الأولى حول التعاون الأمني والعسكري بين البلدين، والثانية حول السيادة على المناطق البحرية. وتهدف مذكرتي التفاهم إلى تعزيز العلاقات والتعاون بين الجانبين، بحسب نص البيان التركي.

### البنود الرئيسية
ويهدف الاتفاق التركي الليبي إلى:
- تعزيز التعاون الأمني والعسكري بين تركيا وليبيا.
- الحفاظ على الأمن وحماية سيادة ليبيا، وتعزز قدرات حكومة الوفاق في مكافحة الإرهاب والهجرة غير النظامية والجريمة.
- حماية الحقوق البحرية للبلدين وفق القانون الدولي.
- السيادة على المناطق البحرية بما يهدف لحماية حقوق البلدين ضمن حدود القانون الدولي.
- التأسيس لمهام التدريب والتعليم، وتطوير الإطار القانوني، وتعزز العلاقات بين الجيشين التركي والليبي.
- التعاون في تبادل المعلومات الأمنية ما بين ليبيا والحكومة التركية، وتغطية جميع الجوانب الأمنية.

## المنطقة الاقتصادية الخالصة والجرف القاري
- تمنح المنطقة الاقتصادية الخالصة (EEZ) الدولة الساحلية الحقّ في الاستفادة من المصادر البحرية وتربة الأرض في منطقة لا تمتد لأكثر من 200 ميل بحري (370 كم) من سواحلها.
- تمنح مناطق الجرف القاري حقوقاً مماثلة ولكن فقط في قاع البحر وفي باطن الأرض أو تحت التربة، ولذلك، عندما لا يكون هناك مساحة كافية لمطالبات الدول الساحلية شرقي المتوسط، فإن تحديد مناطق النفوذ والسيادة البحرية تدخل حيز التنفيذ بين تلك الدول، وخضوعها للقانون الدولي لترسيم الحدود.

## ردود الفعل
- ليبيا: من جانبها أكدت الحكومة الليبية المؤقتة، في 27 نوفمبر، رفضها التام للاتفاقية الموقعة بين الحكومة التركية وحكومة الوفاق في طرابلس، واعتبرتها غير شرعية وتحتاج إلى موافقة مجلس النواب. وشددت الحكومة الليبية في بيانها على رفض التدخل التركي في شؤون ليبيا.

وغردت قناة ليبيا الأحرار، الموالية لحكومة الوفاق، على تويتر نقلاً عن وزير خارجية الوفاق، محمد طه سيالة، أن مذكرة التفاهم البحرية مع تركيا تتويج لمباحثات مطولة لتحديد «مجالات الصلاحية البحرية في المتوسط».
- تركيا: أما وزير الخارجية التركي مولود جافوش‌أوغلو فقد علق عن مذكرة التفاهم بشأن ترسيم الحدود البحرية" قائلاً: "هذا يعني حماية حقوق تركيا المستمدة من القانون الدولي".[3] وقال أنه يمكن التوصل لمثل هذه الاتفاقات مع الدول الأخرى إذا أمكن التغلب على الخلافات وأن أنقرة تؤيد "التقاسم العادل" للموارد، بما في ذلك الموارد البحرية المقابلة للسواحل القبرصية. "نحن على استعداد للقيام بهذا العمل مع الجميع، ولكن إذا كانت البلدان لا تحبذ هذا، فهذا هو ما تفضله".
- مصر: من جانبها انتقدت مصر الاتفاقية «لكونها تتعدى صلاحيات رئيس مجلس الوزراء الليبي، فضلاً عن أنها لن تؤثر على حقوق الدول الشاطئية للبحر المتوسط بأي حال من الأحوال» بحسب بيان لوزارة الخارجية المصرية.[4] لكن الرفض المصري للاتفاقية قد يكون له أسباب أخرى غير معلنة، فبحسب محللين فإن مصر تخشى من اختلال الكفة في ليبيا ما يضعف من شوكة حفتر الذي تدعمه مصر بقوة.[بحاجة لمصدر]